# 張虔生
張虔生（1944年5月18日—），生於上海，成長於台灣，後歸化新加坡國籍，台灣企業家。富比士雜誌2013年評比，張虔生為台灣第13大富豪，個人資產估計約520億元台幣。

## 生平
張虔生家族為溫州商人，其父張德滋在上海經營船務。1949年，隨國民政府撤退來台灣，將家族事業移至高雄，繼續從事船務工作。其母親張姚宏影在兩蔣時代以農民身分取得國有地再優先承購，擅長大力延攬退休高官任職，投入房地產與營建業，建立新北市汐止伯爵山莊、日月光中心，創辦宏璟建設，在台灣經濟發展時，快速累積財富。
張虔生畢業於國立臺灣大學電機工程學系學士，留學美國，取得美國伊利諾理工學院電機碩士；回台灣後在家族企業中工作，從事營建工作。1973年，因營造業景氣日漸走下坡，以家族資金創辦日月光公司，轉向電子業發展。1979年，收購福雷電子，日月光朝向IC封裝測試產業發展。
1984年，張虔生說服父母，將家族資金主力投入日月光半導體，以併購方式快速成長，形成日月光企業集團。
1997年，因宏璟建設掏空案而被起訴。2000年，地方法院判刑六年，張虔生旋即取得新加坡國籍。2004年，宏璟建設掏空案被高等法院判決無罪。2013年，因日月光高雄廠區廢水污染事件而被移送高雄地檢署偵辦，但並未遭起訴。
2020年，《福布斯》公佈2020年台灣50大富豪，張虔生與張洪本兄弟合計淨資產達46億美元，排名第六。

## 家庭
其子擔任日月光中國區總經理，也負責中國區的房地產生意。

## 爭議

### 宏璟建設掏空案
土城市台橡電子廠因污染遭到地方抗爭，準備遷廠。這些土地原屬工業用地，後來變更地目，經宏璟建設負責人胡炘居中介紹，張虔生以個人名義，向台橡公司購買13筆土地，總金額14億7千萬，折合每坪14萬。
但張虔生個人只出資3億2千萬，1992年6月20日，其母親宏璟建設董事長張姚宏影召開董事會，將公司持有的聖保羅建設、大統畜牧、嘉新畜牧、永光華金屬、鳳林、僑泰、宏總建設等股票及上海商銀的商業本票，交由張虔生，向花旗銀行台北分行融資擔保，借貸所得匯入張虔生戶頭。6月26日，張虔生與台橡公司簽約，買下土地。11月，張姚宏影再度召開董事會，以每坪28萬的價格，向張虔生購買其中一半的土地，共掏空公司19億3761萬。
1998年7月，宏璟建設遊說部份證人與金融機構不與檢方合作，並找司法界高層出面關切，檢察官洪于智在起訴前突然撤案，引發新聞媒體關注。在輿論壓力下，12月8日，檢方起訴董事長張姚宏影、總經理張虔生、董事張洪本(張虔生之弟)、周朝章、鄭士豪及財務經理周家佩、監察人胡炘等人。
2000年12月26日，台北地方法院依偽造文書罪，將張氏母子各判處有期徒刑六年。
2004年1月7日，臺灣高等法院判決張氏母子無罪確定。

### 內線交易案
2012年，日月光併購環電，爆發內線交易案。日月光集團旗下宏璟建設家飾設計總監名媛方嘉珍，在日月光併購環電案揭露前，大筆買進環電股票。檢方懷疑涉及內線交易，在調查時，方嘉珍供稱資金來自張虔生包養所得，外界因此發現她與張虔生的婚外情。張虔生在信義區購置豪宅，供兩人同居，並每月花百萬元包養，時間長達十年以上。